# Taloga (Oklahoma)
Taloga es un pueblo ubicado en el condado de Dewey en el estado estadounidense de Oklahoma. En el año 2010 tenía una población de 	299 habitantes y una densidad poblacional de 230 personas por km².

## Geografía
Taloga se encuentra ubicado en las coordenadas 36°2′25″N 98°57′48″O / 36.04028, -98.96333 (36.040273, -98.963363).

## Demografía
Según la Oficina del Censo en 2000 los ingresos medios por hogar en la localidad eran de $33,281 y los ingresos medios por familia eran $38,750. Los hombres tenían unos ingresos medios de $27,083 frente a los $21,875 para las mujeres. La renta per cápita para la localidad era de $16,343. Alrededor del 11.5% de la población estaban por debajo del umbral de pobreza.